# Barrussus
Genre
Synonymes
- Rhinippus Werner, 1905 nec Burmeister 1875

Barrussus est un genre de solifuges de la famille des Karschiidae.

## Distribution
Les espèces de ce genre se rencontrent en Turquie et en Grèce.

## Liste des espèces
Selon Solifuges of the World (version 1.0) :
- Barrussus furcichelis Roewer, 1928
- Barrussus pentheri (Werner, 1905)

et décrite depuis :
- Barrussus telescopus Karataş & Uçak, 2013

## Publications originales
- Roewer, 1928 : Zoologische Streifzüge in Attika, Morea und besonders auf der Insel Kreta I. V. Scorpiones, Opiliones und Solifugae. Abhandlungen herausgegeben vom Naturwissenschaftlichen Verein zu Bremen, vol. 26, no 3, p. 425-460.
- Werner, 1905 : Ergebnisse einer naturwissenschaftlichen Reise zum Erdschias-Dagh (Kleinasien). I. Zoologischer Teil. Skorpione und Solifugen. Annalen des Kaiserlich Köninglichen Naturhistorischen Hofmuseums in Wien, vol. 20, p. 113-144 (texte intégral).